# Gmach Banku Gospodarstwa Krajowego w Katowicach
Gmach dawnego Banku Gospodarstwa Krajowego w Katowicach – budynek przy ul. Adama Mickiewicza 3, na rogu z ul. ks. Piotra Skargi. Budynek wpisano do rejestru zabytków województwa katowickiego 2 maja 1978 (nr rej.: A/1237/78; wpis do rejestru zabytków województwa śląskiego – A/590/2019 z 20 grudnia 2019).

## Opis
Bank zbudowano w końcu lat 20. XX w., w stylu ekspresjonistycznym, według projektu Stanisława Tabeńskiego i Jana Noworyty z 1928 r.. Budowę ukończono w kwietniu 1930 roku - w witrażu głównej klatki schodowej zachował się napis A 1930.  12 maja 1930 roku do budynku wprowadził się Bank Gospodarstwa Krajowego. W latach trzydziestych XX wieku miał tu także swoją siedzibę Wyższy Urząd Górniczy.
Po wojnie, aż do 1990 roku, działał tu oddział Narodowego Banku Polskiego. Na dachu budynku umiejscowiono zegar oraz kuranty, które od 26 kwietnia 1975 wygrywały melodię „Płynie Wisła błękitna”. Następnym lokatorem i właścicielem budynku był ING Bank Śląski, który w 2016 roku wyprowadził się z Rynku do swojego biurowca na ulicę Sokolską. Budynek został sprzedany prywatnemu inwestorowi. Aktualnie (2020 r.) w budynku trwa rozległy remont, obejmujący zarówno elewacje jak i wnętrza. Na parterze jest klub muzyczny z restauracją i biura. Kolejne cztery poziomy są przeznaczone na przestrzenie biurowe, a dwa najwyższe piętra - na apartamenty na wynajem krótkoterminowy.
Sześciokondygnacyjny budynek powstał na działce w kształcie trapezu przy nieistniejącej już ul. Skośnej 2, której zabudowania wyburzono w latach sześćdziesiątych XX wieku. Dlatego w jego wschodniej fasadzie (od strony ul. Skośnej) zastosowano graniaste bryły, uskokowo rozczłonkowane (sześć uskoków). Boniowanie tworzy dekoracyjny cokół, optycznie podtrzymujący żłobkowane pilastry. Wraz z szatą dekoracyjną całość przedstawia styl „maniery na trójkątno”.
Przed 1930 w miejscu dzisiejszego gmachu banku istniała narożna dwupiętrowa kamienica z charakterystyczną kopułą. 4 września 1939 przed budynkiem toczyły się walki polskich powstańców, ochotników i harcerzy z niemieckim Wehrmachtem.